# 武藤脩二
武藤 脩二（むとう しゅうじ、1936年3月8日 - ）は、日本のアメリカ文学者、中央大学名誉教授。

## 略歴
東京生まれ。1958年東京外国語大学英米科卒業。1963年東京都立大学 (1949-2011)大学院人文科学研究科博士課程満期退学、実践女子大学英文科専任講師、1967年助教授、1970年中央大学文学部助教授、1977年教授、1980年『言語の都市』の翻訳で佐伯彰一とともに日本翻訳文化賞受賞。2006年定年退任、名誉教授。

## 著書
- 『アメリカ文学と祝祭』（研究社選書） 1982
- 『一九二〇年代アメリカ文学 漂流の軌跡』（研究社出版） 1993
- 『印象と効果 アメリカ文学の水脈』（南雲堂） 2000
- 『視覚のアメリカン・ルネサンス』（入子文子共編著、世界思想社） 2006
- 『ヘミングウェイ『われらの時代に』読釈 断片と統一』（世界思想社） 2008
- 『世紀転換期のアメリカ文学と文化』（中央大学出版部） 2008

## 翻訳
- 『出会いの前夜』（ジェームス・ボールドウイン、北山克彦共訳、太陽社、太陽選書） 1967
- 『視界』（ライト・モリス、白水社） 1974
- 『言語の都市 現代アメリカ小説』（トニー・タナー、佐伯彰一共訳、白水社） 1980

## 参考
- 著書「ヘミングウェイ『われらの時代に』読釈』の略歴